# Spanische Mannschaftsmeisterschaft im Schach 1965
Die spanische Mannschaftsmeisterschaft im Schach 1965 war die neunte Austragung dieses Wettbewerbs, diese wurde mit zwölf Mannschaften ausgetragen. CA Alcoy gewann mit 3,5 Punkten Vorsprung, während sich der Titelverteidiger CA Barcelona mit dem vierten Platz begnügen musste.

## Modus
Die zwölf teilnehmenden Mannschaften spielten ein einfaches Rundenturnier an vier Brettern. Über die Platzierung entschied zunächst die Anzahl der Brettpunkte (ein Punkt für einen Sieg, ein halber Punkt für ein Remis, kein Punkt für eine Niederlage), anschließend die Anzahl der Mannschaftspunkte (zwei Punkte für einen Sieg, ein Punkt für ein Unentschieden, kein Punkt für eine Niederlage).

## Termine und Spielort
Das Turnier wurde vom 8. bis 18. September im Círculo Industrial in Alcoi ausgetragen.

## Abschlusstabelle
| Pl. | Verein                            | Sp | G  | U | V  | Brett-P.  | Mannsch.-P. |
| --- | --------------------------------- | -- | -- | - | -- | --------- | ----------- |
| 01. | CA Alcoy                          | 11 | 10 | 0 | 1  | 30,5:13,5 | 20:2        |
| 02. | CA Tarrasa                        | 11 | 5  | 5 | 1  | 27,0:17,0 | 15:7        |
| 03. | CA Chardenet Madrid               | 11 | 7  | 1 | 3  | 27,0:17,0 | 15:7        |
| 04. | CA Barcelona (M)                  | 11 | 7  | 1 | 3  | 27,0:17,0 | 15:7        |
| 05. | Real Madrid CF S.d.A.             | 11 | 5  | 2 | 4  | 25,0:19,0 | 12:10       |
| 06. | CA Español Barcelona              | 11 | 6  | 1 | 4  | 24,0:20,0 | 13:9        |
| 07. | CA Circulo de Bellas Artes Madrid | 11 | 5  | 1 | 5  | 21,5:22,5 | 11:11       |
| 08. | CE Ruy López Paluzie Barcelona    | 11 | 4  | 2 | 5  | 21,5:22,5 | 10:12       |
| 09. | CA Gran Canaria Las Palmas        | 11 | 3  | 2 | 6  | 19,5:24,5 | 8:14        |
| 10. | CA Peña Rey Ardid Bilbao          | 11 | 2  | 2 | 7  | 16,0:28,0 | 6:16        |
| 11. | UA Fomento Martinense Barcelona   | 11 | 3  | 0 | 8  | 16,0:28,0 | 6:16        |
| 12. | Papeleras Reunidas Alcoy          | 11 | 0  | 1 | 10 | 9,0:35,0  | 1:21        |

## Entscheidungen
|     | Spanischer Meister: CA Alcoy |
| (M) | Titelverteidiger             |

## Kreuztabelle
| Ergebnisse | Ergebnisse                        | 01. | 02. | 03. | 04. | 05. | 06. | 07. | 08. | 09. | 10. | 11. | 12. |
| ---------- | --------------------------------- | --- | --- | --- | --- | --- | --- | --- | --- | --- | --- | --- | --- |
| 01.        | CA Alcoy                          |     | 1½  | 3½  | 2½  | 2½  | 2½  | 3   | 2½  | 2½  | 3   | 3   | 4   |
| 02.        | CA Tarrasa                        | 2½  |     | 2   | 3½  | 2½  | 2   | 3   | 1½  | 2   | 2   | 4   | 2   |
| 03.        | CA Chardenet Madrid               | ½   | 2   |     | 2½  | 1½  | 1½  | 2½  | 3½  | 2½  | 3½  | 3½  | 3½  |
| 04.        | CA Barcelona                      | 1½  | ½   | 1½  |     | 2   | 2½  | 3½  | 2½  | 3½  | 3½  | 2½  | 3½  |
| 05.        | Real Madrid CF S.d.A.             | 1½  | 1½  | 2½  | 2   |     | 1½  | 1½  | 2   | 3   | 3   | 2½  | 4   |
| 06.        | CA Español Barcelona              | 1½  | 2   | 2½  | 1½  | 2½  |     | 0   | 1½  | 3   | 2½  | 3½  | 3½  |
| 07.        | CA Circulo de Bellas Artes Madrid | 1   | 1   | 1½  | ½   | 2½  | 4   |     | 3   | ½   | 2   | 2½  | 3   |
| 08.        | CA Ruy López Paluzie Barcelona    | 1½  | 2½  | ½   | 1½  | 2   | 2½  | 1   |     | 2   | 3½  | 1½  | 3   |
| 09.        | CA Gran Canaria Las Palmas        | 1½  | 2   | 1½  | ½   | 1   | 1   | 3½  | 2   |     | 2½  | 1   | 3   |
| 10.        | CA Peña Rey Ardid Bilbao          | 1   | 2   | ½   | ½   | 1   | 1½  | 2   | ½   | 1½  |     | 3   | 2½  |
| 11.        | UA Fomento Martinense Barcelona   | 1   | 0   | ½   | 1½  | 1½  | ½   | 1½  | 2½  | 3   | 1   |     | 3   |
| 12.        | Papeleras Reunidas Alcoy          | 0   | 2   | ½   | ½   | 0   | ½   | 1   | 1   | 1   | 1½  | 1   |     |

## Die Meistermannschaft
| 1.            | CA Alcoy                                                                                             |
| Schachfiguren | Jesús Díez del Corral, Ricardo Calvo Mínguez, Doménech, Tomas Lloréns, Fernando Ivañez Rico, Llorca. |